# Sangría

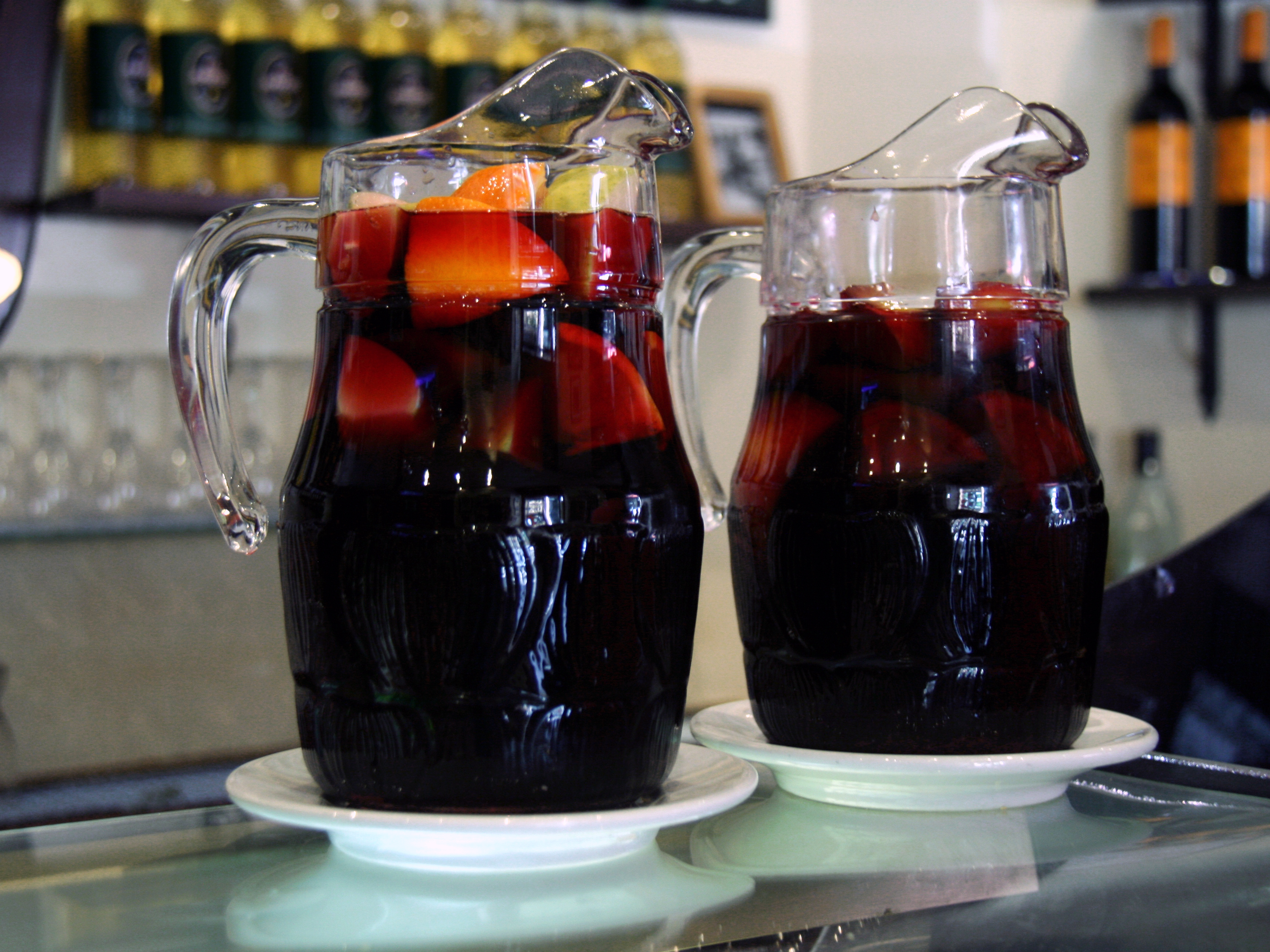
A sangría (Spanyolország egyes tartományaiban cuerva illetve zurra néven is ismerik) borból készült puncs

A sangría (jelentése spanyolul „érvágás”, a sangre „vér” szóból) eredetileg Spanyolországból származó, bor alapú, alacsony alkoholtartalmú, édes ízesített üdítőitalfajta. Nevezik borpuncsnak, illetve aromás bornak is. Az utóbbi időkben más országokban is gyártják; hazánkban is elterjedt. Különböző fajta vörösborok keverékéhez citrom- és narancsaroma, illetve cukor hozzáadásával készül. Alkoholtartalma 7 tf% körüli. Fogyasztása hidegen ajánlott. A nyári melegben népszerű hűsítő ital.